# Южный Аргалей (сельское поселение)
Се́льское поселе́ние «Южный Аргалей» (бур. Үбэр Аргалиин hомон) — муниципальное образование в Агинском районе Забайкальского края Российской Федерации.
Административный центр — село Южный Аргалей.

## История
Статус и границы сельского поселения установлены Законом Читинской области от 19 мая 2004 года «Об установлении границ, наименований вновь образованных муниципальных образований и наделении их статусом сельского, городского поселения в Читинской области»
Законом Забайкальского края от 25 декабря 2013 года № 922-ЗЗК «О преобразовании и создании некоторых населенных пунктов Забайкальского края» преобразованы следующие населенные пункты:

## Население
| 2010 | 2011 | 2012 | 2013 | 2014 | 2015 | 2016 |
| ---- | ---- | ---- | ---- | ---- | ---- | ---- |
| 843  | ↘840 | ↘829 | ↘823 | ↘804 | ↘778 | ↘772 |
| 2017 | 2018 | 2019 | 2020 | 2021 |      |      |
| ↘750 | ↘743 | ↘738 | ↘732 | ↘449 |      |      |

## Состав сельского поселения
| № | Населённый пункт | Тип населённого пункта       | Население |
| - | ---------------- | ---------------------------- | --------- |
| 1 | Аргалей          | село                         |           |
| 2 | Лесозавод        | село                         | →52       |
| 3 | Южный Аргалей    | село, административный центр | ↘676      |